# Opolär molekyl
En opolär molekyl saknar ett permanent elektriskt dipolmoment. Det beror på att laddningsfördelningen är symmetrisk över hela molekylen så att tyngdpunkten för de positiva laddningarna (från atomkärnorna) sammanfaller med tyngdpunkten för de negativa laddningarna (från elektronerna). En opolär molekyl har inga elektriskt laddade poler. 
Opolära ämnen kan bara lösas i opolära lösningsmedel enligt principen lika löser lika. Till exempel olja som inte kan lösa sig i vatten men i bensin.
Motsatsen till Opolär molekyl är Polär molekyl.